# Quand la Chine s'éveillera… le monde tremblera
Quand la Chine s'éveillera… le monde tremblera est un essai d'Alain Peyrefitte paru en 1973 chez Fayard. Il s'est vendu à plus de 885 000 exemplaires en comptant uniquement l'édition française. Il a été republié en deux tomes en livre de poche, sous-titrés respectivement Regards sur la voie chinoise et La Médaille et son revers.

## Contexte

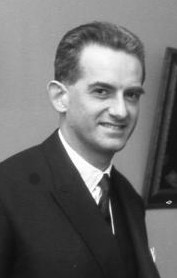
Alain Peyrefitte.

Alain Peyrefitte, écrivain et homme politique français, effectue en 1971 une visite en Chine à la tête d'une délégation parlementaire, alors qu'il est président de la Commission des Affaires culturelles et sociales de l'Assemblée nationale. Il réalise à cette occasion un rapport d'enquête sur l'état de la Chine alors au milieu de la Révolution culturelle.

## Présentation
Sa thèse principale est que compte tenu de la taille et la croissance de la population chinoise, elle finira inexorablement par s'imposer au reste du monde dès qu'elle maîtrisera une technologie suffisante. Il explique aussi que « La Chine d'aujourd'hui ne prend son sens que si on la met en perspective avec la Chine d'hier ». Alain Peyrefitte considère que le paysan chinois bénéficie d'une indéniable amélioration de son niveau de vie.
Une nouvelle édition mise à jour est parue en 1980.
En 1996, Peyrefitte publie, comme un écho à cet ouvrage, une suite en forme de constat : La Chine s'est éveillée. Il garde cependant une distance avec la Chine quotidienne, mais reste fasciné par « l'extraordinaire concentration du pouvoir qui sévit en Chine ».

## Accueil critique
Pour l'universitaire François Joyaux, l'ouvrage d'Alain Peyrefitte sur les potentialités de la Chine s'impose par sa profondeur. René Etiemble qualifie l’ouvrage de « bilan intelligent et alerte », mais conseille, pour comprendre les luttes politiques de l'époque de la Révolution culturelle, de lire Les Habits neufs du président Mao de Simon Leys. Pour René Etiemble, Alain Peyrefitte traite « de la Chine en politicien conscient de ses devoirs d’État, et de ce qu’il doit à l’État dont il fait la politique ». Pour le sinologue Lucien Bianco, Alain Peyrefitte considérait que « la démocratie n'était pas faite pour les Chinois. Il n'avait donc rien à redire d'essentiel contre la tyrannie maoïste ».
Alain Peyrefitte se défend d'une « maolâtrie » indiquant : « Les cent dernières pages de l'édition originale énuméraient ce qu'il faut mettre dans le plateau négatif de la balance : le sacrifice des libertés, le sang versé, la persécution religieuse, les fugitifs de Hong Kong. C'est moi qui, le premier dans la presse occidentale, ai parlé d'un chiffre de 50 millions de morts ! ».
Pour sa part, le dissident chinois Harry Wu regrette qu'Alain Peyrefitte n'ait jamais évoqué le laogai alors qu'il savait.

## Origine du titre
Le titre de l'ouvrage viendrait d'une phrase attribuée à Napoléon Ier, que tout le monde semble connaître sans que personne n'en ait trouvé trace ni dans ses écrits, ni dans aucun autre écrit : « Laissez donc la Chine dormir, car lorsque la Chine s'éveillera le monde entier tremblera ». Selon l'historien Jean Tulard, cette citation apocryphe aurait été inventée pour le film Les 55 Jours de Pékin sorti en 1963. Pour d'autres[réf. nécessaire], il aurait prononcé cette phrase en 1816 à Sainte-Hélène après avoir lu La Relation du voyage en Chine et en Tartarie de Lord Macartney, premier ambassadeur du roi d'Angleterre en Chine à l'époque.